# Championnat de Taïwan de football 2006
Navigation
Saison précédente Saison suivante
La saison 2006 du Championnat de Taïwan de football est la vingt-troisième édition de l'Entreprise Football League, le championnat de première division au Taipei chinois. Cette édition ne regroupe que quatre formations, qui s'affrontent trois fois durant la saison. Il n'y a ni promotion, ni relégation à l'issue de la compétition.
C'est le Tatung Football Club, tenant du titre, qui remporte à nouveau la compétition cette saison après avoir terminé en tête du classement final, ne devançant le Taiwan PCFC qu'à la différence de buts particulière. C'est le second titre de champion de Taipei chinois de l'histoire du club.
Le champion de Taipei chinois se qualifie pour la Coupe du président de l'AFC 2007.

## Les clubs participants
- Taiwan PCFC
- Tatung Football Club
- China Steel
- Fubon Financial FC

## Compétition

### Classement
Le classement est établi sur le barème de points classique (victoire à 3 points, match nul à 1, défaite à 0). Pour départager les égalités, on tient d'abord compte des confrontations directes, de la différence de buts générale, puis du nombre de buts marqués.
| Rang | Équipe                | Pts | J | G | N | P | Bp | Bc | Diff |  | Résultats (▼ dom., ► ext.) | Tat | TPC | Chi | Fub | Tat | TPC | Chi | Fub |
| ---- | --------------------- | --- | - | - | - | - | -- | -- | ---- |  | -------------------------- | --- | --- | --- | --- | --- | --- | --- | --- |
| 1    | Tatung Football ClubT | 18  | 9 | 5 | 3 | 1 | 16 | 9  | +7   |  | Tatung Football ClubT      |     | 2-1 | 3-3 | 1-0 |     | 0-1 | 1-1 | 1-0 |
| 2    | Taiwan PCFC           | 18  | 9 | 6 | 0 | 3 | 17 | 10 | +7   |  | Taiwan PCFC                | 0-4 |     | 1-2 | 4-2 |     |     | 2-0 | 3-0 |
| 3    | China Steel           | 8   | 9 | 2 | 2 | 5 | 12 | 15 | -3   |  | China Steel                | 1-2 | 0-2 |     | 4-1 |     |     |     | 1-2 |
| 4    | Fubon Financial FC    | 7   | 9 | 2 | 1 | 6 | 8  | 19 | -11  |  | Fubon Financial FC         | 2-2 | 0-3 | 1-0 |     |     |     |     |     |

|  | Qualification pour la Coupe du président de l'AFC 2007 |
|  | T : Tenant du titre                                    |

## Bilan de la saison
| Championnat de Taïwan de football 2006 |                                 |
| Champion                               | Tatung Football Club (2e titre) |
| Qualifications continentales           |                                 |
| Coupe du président de l'AFC 2007       | Tatung Football Club            |
| Promotions et relégations              |                                 |
| Promus en Division 1                   | Aucun                           |
| Relégués                               | Aucun                           |